# クシストフ・ヴィエリツキ

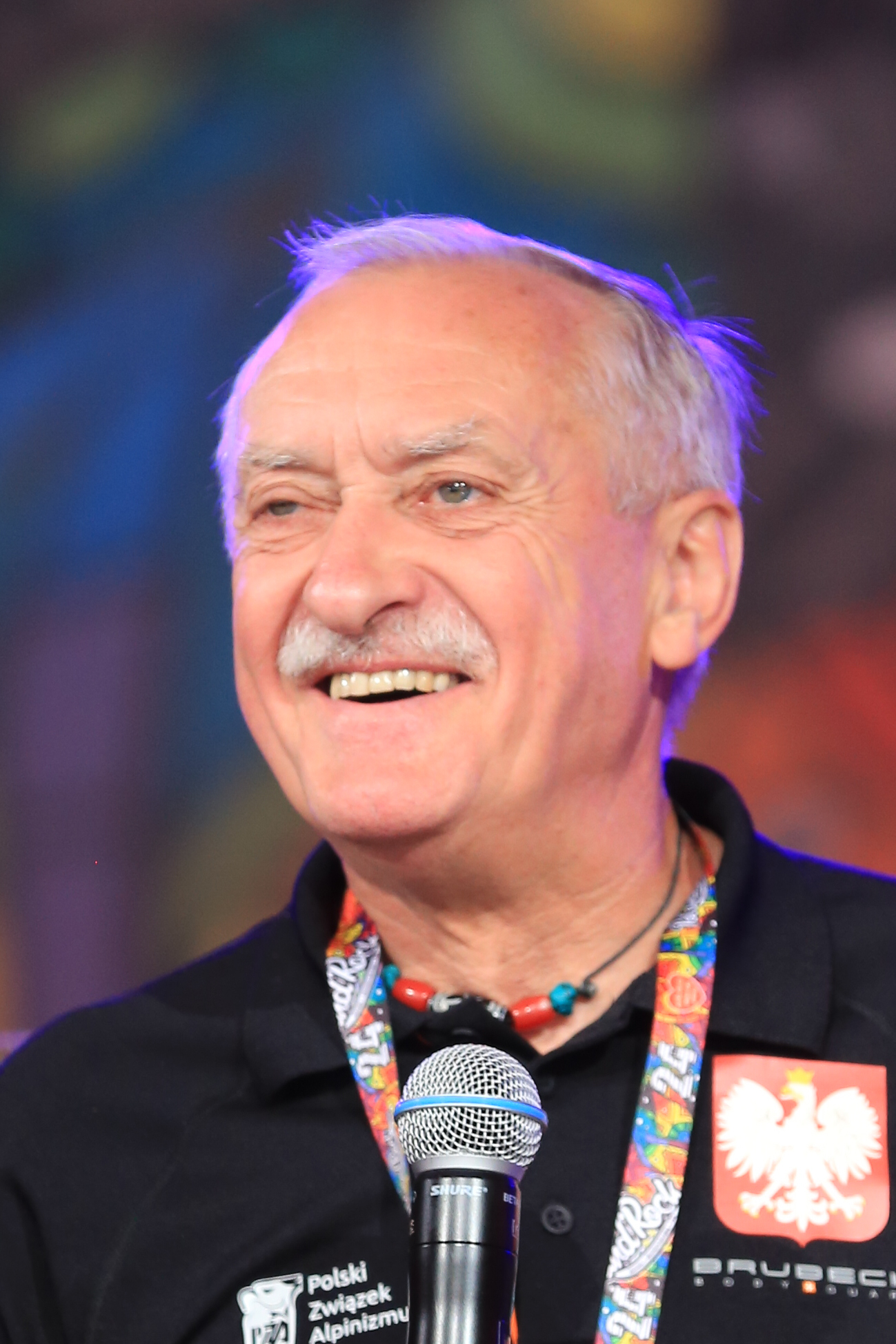
クシストフ・ヴィエリツキ

クシストフ・イェジ・ヴィエリツキ（ポーランド語: Krzysztof Jerzy Wielicki、1950年1月5日 - ）は、ポーランドの登山家で、世界で最も著名なヒマラヤ登山者の1人である。1980年から1996年の間に、世界で5人目の8000メートル峰全14座登頂を成し遂げた。またそのうちの3つ、エベレスト、カンチェンジュンガ、ローツェでは、世界で初めて冬季の登頂に成功した。ヴィエリツキは、隊長としてもいくつかの8000ｍ峰の冬期登頂を指揮し成功に導いた。ヴィエリツキは2013年の冬季ブロード・ピークにおいてポーランド隊を率い、アダム・ビエレツキら4人を頂上に送り込んで成功させたものの、登頂後に精鋭2人を失った。
ヴィエリツキは、ニューヨークの登山部であるエクスプローラーズ・クラブに所属している。永年の登山への貢献により、2018年にはアストゥリアス皇太子賞スポーツ部門を受賞した。

## 8000メートル峰全14座の登頂記録
1. 1980年 エベレスト - 冬季初登頂[2]
2. 1984年 ブロード・ピーク - 1日で登頂
3. 1984年 マナスル - 南南東の新ルート
4. 1986年 カンチェンジュンガ - 冬季初登頂
5. 1986年 マカルー
6. 1988年 ローツェ - 冬季初登頂
7. 1990年 ダウラギリ
8. 1991年 アンナプルナ
9. 1993年 チョ・オユー
10. 1993年 シシャパンマ - 南の新ルート、単独、24時間で登頂
11. 1995年 ガッシャーブルムII峰
12. 1995年 ガッシャーブルムI峰
13. 1996年 K2
14. 1996年 ナンガ・パルバット

酸素ボンベを使用した山はエベレストのみで、他の13座は無酸素。